# Molinopampa (distrito)
Molinopampa é um distrito peruano localizado na Província de Chachapoyas, departamento Amazonas. Sua capital é a cidade de Molipampa.

## Transporte
O distrito de Molinopampa é servido pela seguinte rodovia:
- AM-106, que liga o distrito à cidade de Florida
- PE-8C, que liga a cidade de Jazan ao distrito de Soritor (Região de San Martín [2][3][4]

## Galeria

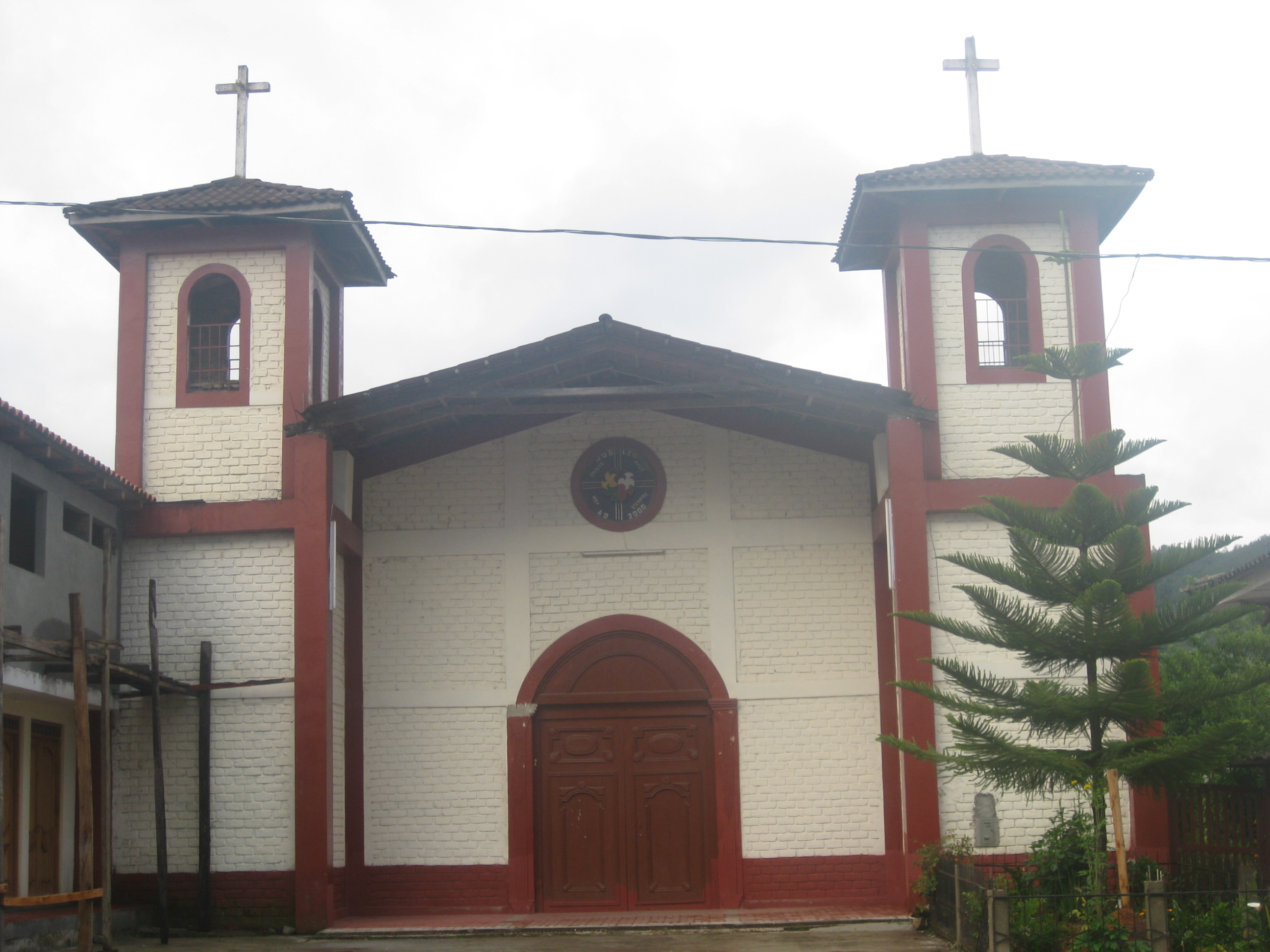
Igreja de Molinopampa
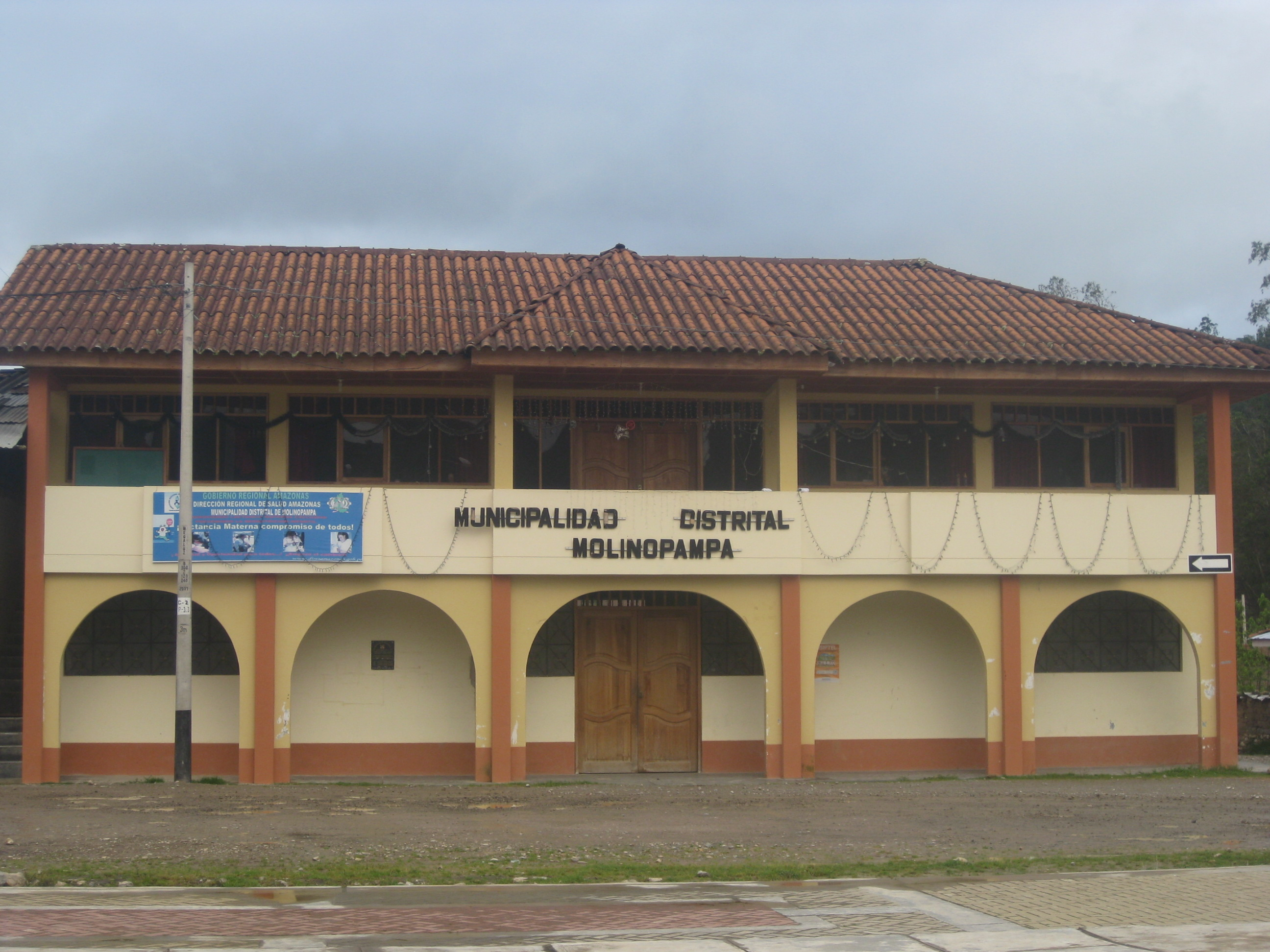
Prefeitura de Molinopampa
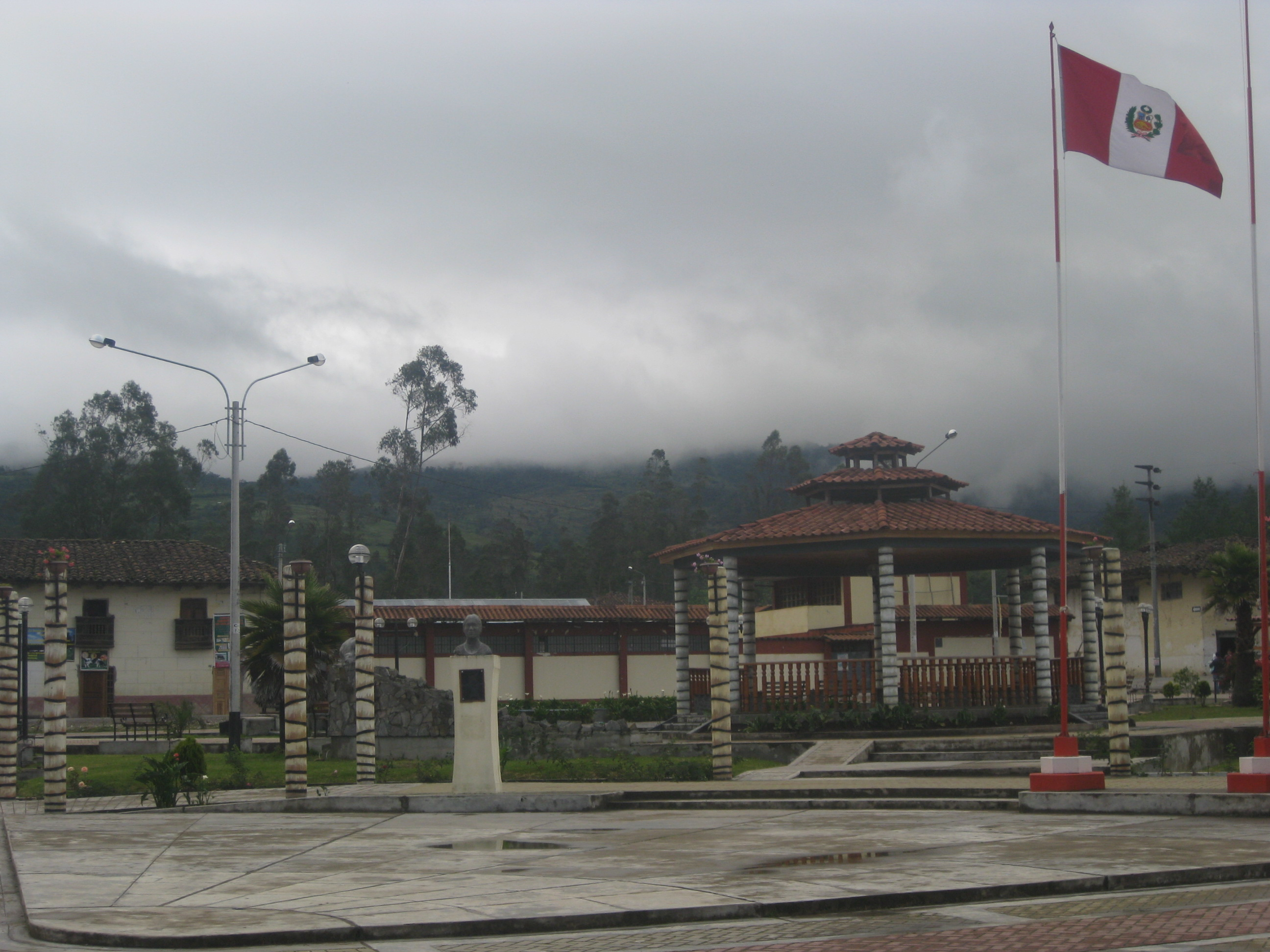
Praça Principal de Molinopampa
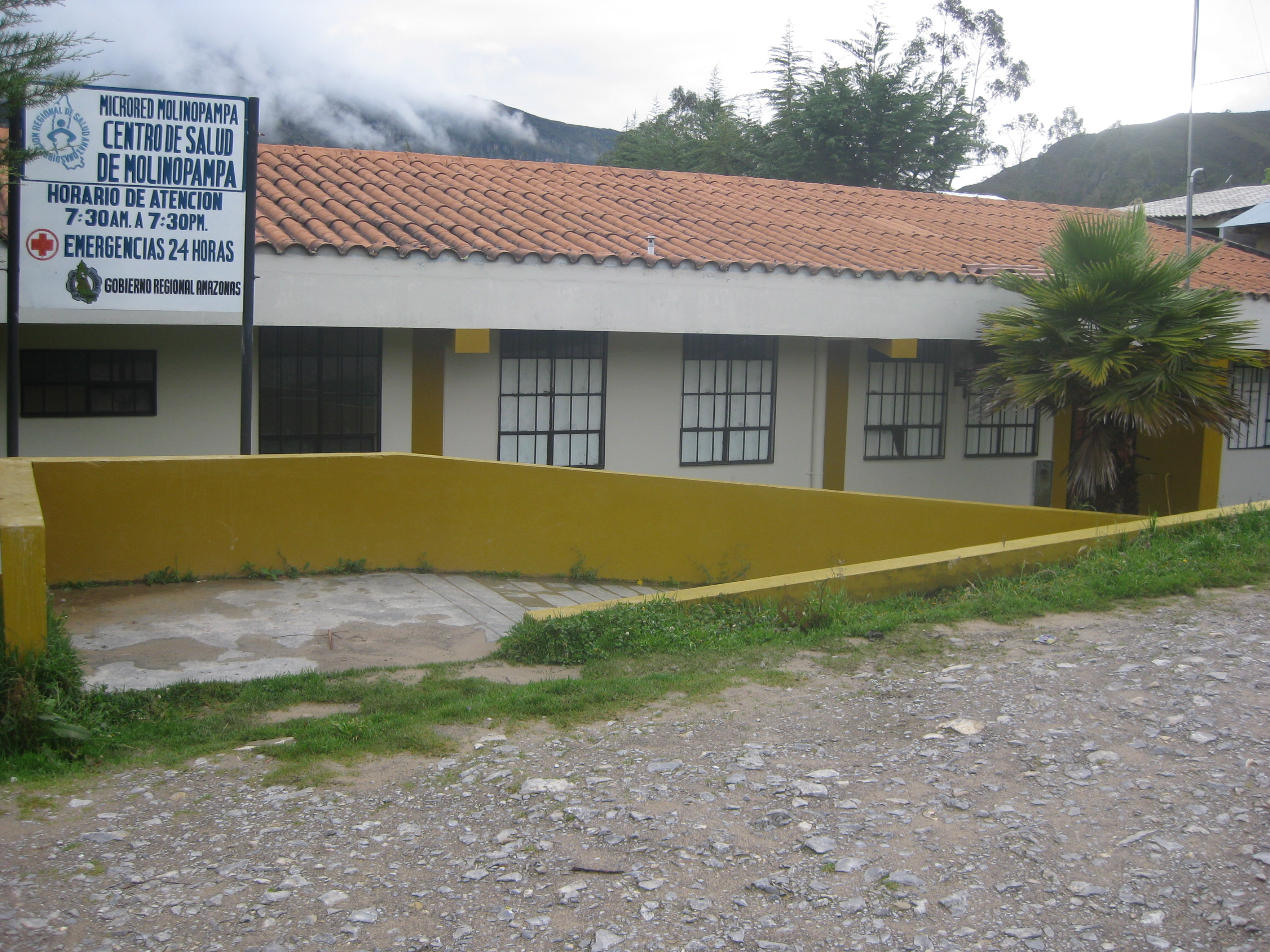
Centro de Saúde de Molinopampa
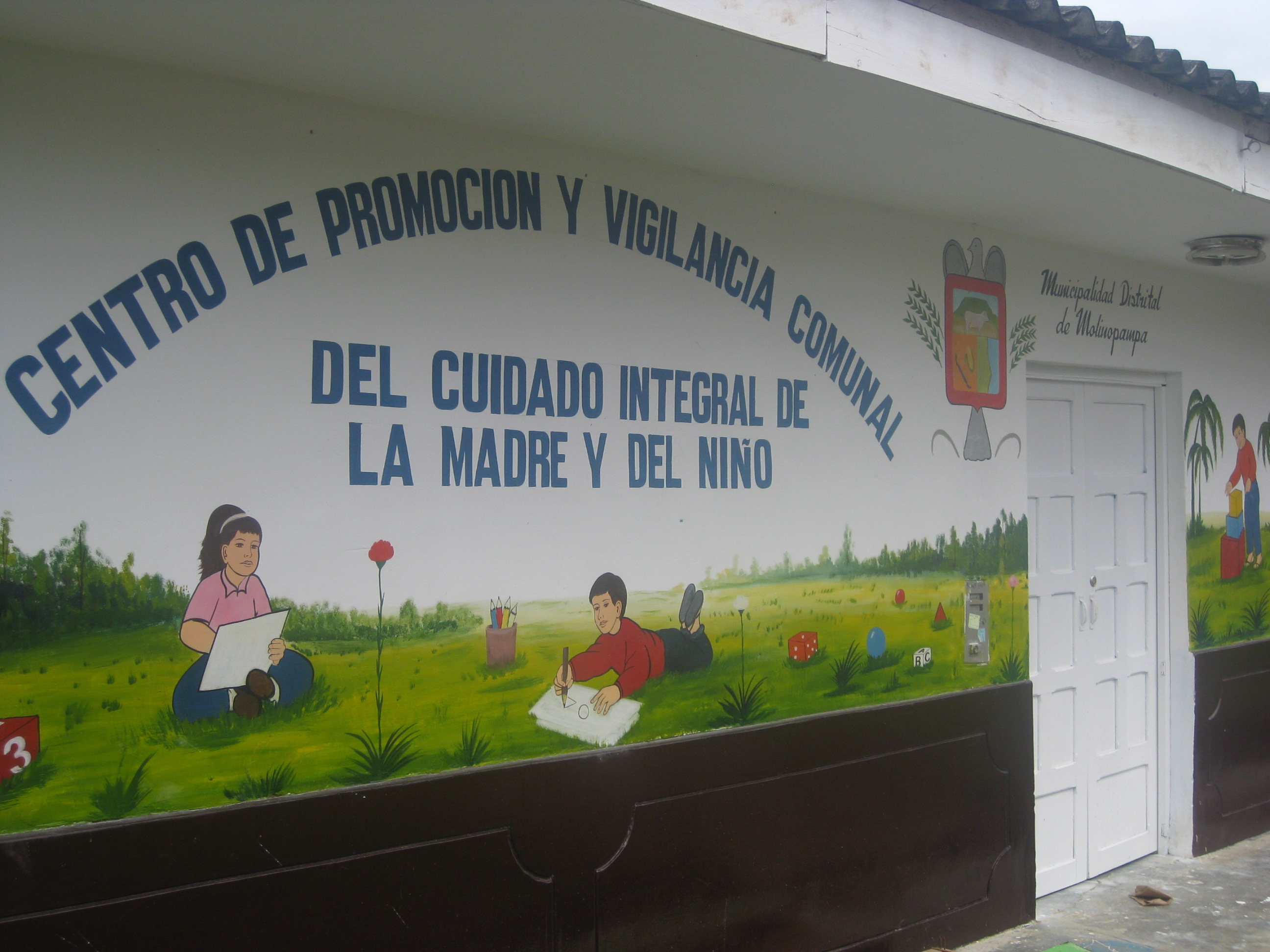
Centro de Promoção e Vigilância Comunitária do Cuidado Integral à Mãe e ao Filho